# Ribelles (Lérida)
Ribelles es una entidad de población española del municipio de Vilanova de la Aguda, perteneciente a la provincia de Lérida, en la comunidad autónoma de Cataluña.

## Historia
Hacia mediados del siglo XIX, el lugar, ya por entonces perteneciente a Vilanova de la Aguda, tenía contabilizada una población de cien habitantes. Aparece descrito en el decimotercer volumen del Diccionario geográfico-estadístico-histórico de España y sus posesiones de Ultramar de Pascual Madoz con las siguientes palabras:

RIBELLES (baronía de): l. agregado al distrito municipal de Villanueva de la Aguda, en la prov. de Lérida (15 horas), part. jud. de Solsona (7), aud. terr. y c. g. de Barcelona (22), dióc. de Seo de Urgel (16): está sit. en lo alto del monte llamado de la Figuera, á la márg. der. del r. Llobregos combatido por todos los vientos y en clima templado y sano. Consta de unas 30 casas dispersas en varios pelotones, contando entre ellas las de los pueblos de Alsina, Guardiola y Vilasta, dependientes en lo civil y ecl. del que describimos; tiene ademas igl. parr. (La Asuncion de Ntra. Sra.), servida por un cura párroco de térm., un vicario y un beneficiado de patronato del Sr. baron del pueblo; una capilla titular de San Miguel; cementerio detrás de la igl y dos valsas en el térm. Confina por N. con Madrona y Vilanova de la Aguda; E. Sanahuja; S. Sitjas, y O. Cabenabona: como ya hemos dicho, comprende dentro de su circunferencia las ald. de Alsina, Guardiola y Vilalta; la primera á la márg. izq. del r. Llobregos: el r. Llobregos que forma la linea divisoria de los part. jud. de Balaguer y Solsona, atraviesa el térm., pero siendo de advertir que las tres ald. que hemos mencionado estan en el terr. del part. de Balaguer, si bien corresponden al de Solsona, sobre lo cual ha habido ya pretensiones por parte de las autoridades municipal y judicial del primero. Cruza sobre el r. indicado un magnífico puente de piedra silleria de dos arcos, que asi como la represa inmediata llamada Peixera, por la que se facilita el agua á un molino harinero, es propiedad del baron del mismo. El terreno participa de llano y monte con mucho bosque, siendo todo secano : caminos: los que dirigen á Barceona, Cervera y Lérida. La correspondencia se recibe de Sanahuja. prod.: trigo, centeno, cebada, vino y aceite; cria gando lanar y cabrio y caza abundantes perdices y conejos. ind.: el referido molino harinero. pobl.: 20 vec., 100 alm. riqueza imp.: 81,528 rs. contr.: el 14'48 por 100 de esta riqueza.
(Madoz, 1849, p. 465)

En 2023, la entidad singular de población tenía empadronados 57 habitantes y el núcleo de población, diecisiete.